# Arvid Andersson (tornász)
Karl Arvid Andersson-Holtman (Ekerö község, 1896. december 20. – Stockholm, 1992. január 21.) olimpiai bajnok svéd tornász.
Az 1920. évi nyári olimpiai játékokon indult tornában és a svéd rendszerű csapat összetettben aranyérmes lett.
Klubcsapata a Stockholms GF volt.